# Elektronvolt
Elektronvolt (eV) mjerna je jedinica za energiju, korištena u atomskoj i molekularnoj fizici. Definirana je kao kinetička energija koju primi elektron ubrzan električnim poljem kroz potencijalnu razliku od 1 V (volt) u vakuumu. Prema tome, 1 V (1 džul / kulon) pomnožen s elementarnim nabojem (1 e ili 1,60217653(14)×10−19 C) daje 1 eV, koji je jednak 1,60217653(14)×10−19 J. Povijesno, elektronvolt smišljen je kao jedinica mjere zbog svoje korisnosti u radu s akceleratorom čestica jer elementarna čestica s nabojem q nakon prolaska kroz razliku potencijala V ima energiju E = q x V pa ako se elementarni naboj prikazuje s e, a potencijal s V onda se energija izražava s eV.
1 eV = 1.602·10-19 J (džula). Elektronvolti prikladni su za mjerenje energije čestica i elektromagnetskog zračenja. Energija se X-zraka izražava u elektronvoltima.
Kao i kod ostalih mjernih jedinica, rabe se izvedene jedinice s predmetcima (prefiksi) mjernih jedinica:
- 1 keV = 1.000 eV
- 1 MeV = 1.000.000 eV
- 1 GeV = 1.000.000.000 eV
- 1 TeV = 1.000.000.000.000 eV

Elektronvolt nije osnovna mjerna jedinica u međunarodnom sustavu mjernih jedinica i njena se vrijednost mora dobiti pokusima. Ona se dosta koristi u fizici, pogotovo u atomskoj fizici, nuklearnoj fizici i fizici elementarnih čestica.
U kemiji se kinetička energija obično izražava u jednom molu elektrona (6,02214179(30) × 1023) koji prolazi kroz potencijal od 1 volt. To je jednako 96,48534(2) kJ/mol. Energija ionizacije također se izražava u elektronvoltima.

## Kao jedinica energije
- 1 eV = 1,602176487(40)×10−19  J
- 1 eV (po atomu) = 96,485 kJ/mol[2]

Za usporedbu:
- ~624 EeV (6,24 x 1020 eV): energija potrebna za jednu 100 W električnu žarulju u jednoj sekundi (100 W = 100 J/s = 6,24 x 1020 eV/s)
- 300 EeV (3 x 1022 eV) : kozmičke zrake s najvećom energijom ikad snimljene[3]
- 14 TeV (14 x 1012 eV) : energija koju će imati par protona u sudarima na velikom hadronskom sudarivaču
- 1 TeV (1 x 1012 eV = 1,602×10−7 J) otprilike kinetička energija jednog letećeg komarca[4]
- 210 MeV (2,1 x 108 eV): prosječna energija oslobođena nuklearnom fisijom jednog atoma plutonija Pu-239.
- 200 MeV (2,1 x 108 eV): ukupna prosječna energija oslobođena nuklearnom fisijom jednog atoma uranija U-235.
- 17,6 MeV (1,76 x 107 eV): ukupna prosječna energija oslobođena nuklearnom fuzijom deuterija i tricija kod dobivanja helija He-4.
- 13,6 eV: energija potrebna za ionizaciju atoma vodika. Molekularne kovalentne veze imaju energiju veze reda veličine 1 eV po molekuli.
- 1,6 do 3,4 eV: energija jednog fotona vidljive svjetlosti
- 0,0375 eV: prosječna kinetička energija jedne molekule zraka na sobnoj temperaturi

## Kao jedinica količine gibanja
U fizici se elementarnih čestica elektronvolt često koristi kao jedinica da se izrazi količina gibanja p. Razlika potencijala od 1 volt uzrokuje da elektron dobije količinu energije od jednog elektronvolta. U fizici elementarnih čestica jedna od osnovnih jedinica brzine brzina je svjetlosti u vakuumu, tako da dijeljenjem energije u eV-ima s brzinom svjetlosti u vakuumu c, količina se gibanja može opisati s eV/c.

Na primjer, ako je količina gibanja p elektrona recimo 1 GeV tada vrijedi:
{\displaystyle p=1\;GeV/c={\frac {(1\times 10^{9})\times (1,60217646\times 10^{-19}\;C)\;\cdot \;V}{(2,99792458\times 10^{8}\;m/s)}}=5,344286\times 10^{-19}\;kg\cdot m/s}

## Kao jedinica mase
Prema ekvivalenciji mase i energije, elektrovolt može se izraziti i kao jedinica mase. U fizici elementarnih čestica, gdje se masa i energija mogu često izjednačiti, uobičajeno je koristiti eV/c2, gdje je c brzina svjetlosti u vakuumu.
Na primjer, reakcija elektrona i pozitrona: pozitron s masom 0,511 MeV/c2 može anihilirati (proces pri kojem se čestica sudara sa svojom antičesticom) da bi se dobilo 1.022 MeV energije. Budući da proton ima masu od 0,938 GeV/c2, gigaelektronvolt veoma često korištena jedinica za masu elementarnih čestica.
1 GeV/c2 = 1,783·10−27 kg
Atomska jedinica mase podijeljena s Avogadrovim brojem skoro je jednaka masi atoma vodika koja je, pak, skoro jednaka masi jednog protona.
1 atomska jedinica mase - Da = 931,46 MeV/c2 = 0.93146 GeV/c2
1 MeV/c2 = 1,074·10−3 Da (Dalton)

## Kao jedinica temperature
U nekim područjima, kao što je fizika plazme, elektronvolt uobičajeno se upotrebljava kao jedinica temperatura. Da bismo pretvorili ga u kelvine (K) koristi se Boltzmannova konstanta:
{\displaystyle {1{\mbox{ eV}} \over k_{\mathrm {B} }}={1,602\,176\,53(14)\times 10^{-19}{\mbox{ J}} \over 1,380\,6505(24)\times 10^{-23}{\mbox{ J/K}}}=11\,604,505(20){\mbox{ K}}.}
Na primjer, tipična energija magnetskog samoodržanja fuzije plazme iznosi 15 keV ili 170 MK (170 000 000 K).

## Svojstva fotona
Za energija E, frekvenciju ν i valnu duljinu λ fotona vrijedi:
{\displaystyle E=h\nu ={\frac {hc}{\lambda }}={\frac {(4,13566733\times 10^{-15}\,{\mbox{eV}}\,{\mbox{s}})(299\,792\,458\,{\mbox{m/s}})}{\lambda }}}
gdje je h Planckova konstanta, a c brzina svjetlosti u vakuumu. Za brzi proračun može poslužiti formula:
{\displaystyle E{\mbox{(eV)}}\approx {\frac {1240\,{\mbox{eV}}\,{\mbox{nm}}}{\lambda \ {\mbox{(nm)}}}}}
Na primjer, foton valne duljine 532 nm (zeleno svjetlo) ima energiju koja otprilike iznosi 2,33 eV. Ili, 1 eV odgovara infracrvenom fotonu valne dužine 1240 nm.